# پاکورکو (موکگوا)
پاکورکو (به اسپانیایی: Pacoorcco) یک کوه در پرو است که در منطقه موکگوا واقع شده‌است. پاکورکو ۴٬۹۴۰ متر بالاتر از سطح دریا واقع شده‌است.